# Государственные элементные сметные нормы на строительные работы
Государственные элементные сметные нормы (ГЭСН) — это сборники государственных элементных сметных нормативов на строительные и специальные строительные работы. Сметный норматив отдельных элементов прямых затрат, приходящихся на единицу объёма строительных работ и конструктивных элементов, расход строительных материалов, затраты труда строительных рабочих и времени работы строительных машин.
В нормах находят отражение наиболее прогрессивные, экономичные проектные решения и индустриальные методы производства работ. Сметные нормы служат базой для определения сметной стоимости отдельного вида работ, конструкций и зданий.
Сборники ГЭСН отражают среднеотраслевой уровень строительного производства на принятую технику и технологию выполнения работ и могут применяться организациями заказчиками и подрядчиками независимо от их ведомственной принадлежности и форм собственности. ГЭСН не распространяются на отдельные конструкции и виды работ, к капитальности, классу точности и качеству которых предъявляются повышенные требования, а также на виды работ в горной местности, выполняемые на высоте более 3500 м над уровнем моря. Для таких видов работ разрабатываются индивидуальные элементные сметные нормы, или поправочные коэффициенты, учитывающие соответствующие особенности производства работ.

## ГЭСН как вид сметных нормативов
Сметные нормы группируются по видам работ, степени агрегирования, по назначению и видам строительства. По видам строительства они подразделяются на общестроительные и специальные; по степени агрегирования — на отдельные виды работ и специальные конструктивные элементы, укрупнённые системные нормы на конструктивные части здания и отдельные сооружения; по назначению — на отдельные виды работ, на временные здания и сооружения, на производство работ в зимнее время, на содержание дирекции строящихся предприятий и др.; по видам строительства — для жилищно-гражданского, промышленного, гидротехнического, энергетического, сельского и т. д.

## Использование ГЭСН
Использование тех или иных сметных нормативов зависит в первую очередь от требований к используемым нормативам со стороны заказчика строительных, ремонтно-строительных, монтажных работ. В частном случае стороны (заказчик и исполнитель) могут договориться о договорных расценках и далее рассчитывать стоимость работ исходя из этого. Чаще всего, заказчику желательно использовать либо федеральные, либо территориальные нормативы (если таковые выпускались в данном регионе). Реже применяются отраслевые нормы (например, в нефтедобывающей отрасли энергетики) и ещё реже используются нормативы, разработанные конкретной организацией.

## Разработчики ГЭСН
Строительные нормативы федерального значения разрабатывает и устанавливает только ФАУ Федеральный центр ценообразования в строительстве и промышленности строительных материалов (ФЦЦС), региональные строительные нормативы разрабатывают региональные центры ценообразования в строительстве (РЦЦС).

## Структура ГЭСН
Сборники государственных элементных сметных нормативов (ГЭСН) содержат техническую часть, вводные указания к разделам, таблицы сметных норм и приложения. В технических частях приводятся указания о порядке применения сборников сметных норм, коэффициентов к сметным нормам, учитывающих условия производства работ, а также правила исчисления объёмов работ.

## Виды сборников ГЭСН
- Общие указания
- Земляные работы
- Горновскрышные работы
- Буровзрывные работы
- Скважины
- Свайные работы. Закрепление грунтов. Опускные колодцы
- Бетонные и железобетонные конструкции монолитные
- Бетонные и железобетонные конструкции сборные
- Конструкции из кирпича и блоков
- Строительные металлические конструкции
- Деревянные конструкции
- Полы
- Кровли
- Защита строительных конструкций и оборудования от коррозии
- Конструкции в сельском строительстве
- Отделочные работы
- Трубопроводы внутренние
- Водопровод и канализация — внутренние устройства
- Отопление — внутренние устройства
- Газоснабжение — внутренние устройства
- Вентиляция и кондиционирование воздуха
- Временные сборно-разборные здания и сооружения
- Водопровод — наружные сети
- Канализация — наружные сети
- Теплоснабжение и газопроводы
- Магистральные и промысловые трубопроводы
- Теплоизоляционные работы
- Автомобильные дороги
- Железные дороги
- Тоннели и метрополитены
- Мосты и трубы
- Аэродромы
- Трамвайные пути
- Линии электропередачи
- Сооружения связи, радиовещания и телевидения
- Горнопроходческие работы
- Земляные конструкции гидротехнических сооружений
- Бетонные и железобетонные конструкции гидротехнических сооружений
- Каменные конструкции гидротехнических сооружений
- Металлические конструкции гидротехнических сооружений
- Деревянные конструкции гидротехнических сооружений
- Гидроизоляционные работы в гидротехнических сооружениях
- Берегоукрепительные работы
- Судовозные пути стапелей и слипов
- Подводностроительные (водолазные) работы
- Промышленные печи и трубы
- Работы по реконструкции зданий и сооружений
- Озеленение. Защитные лесонасаждения
- Скважины на нефть и газ
- Скважины на нефть и газ в морских условиях